# Voron, Sudak
Voron (în tătară din Crimeea: Vörün) este un sat în comuna Mijricicea din orașul regional Sudak, Republica Autonomă Crimeea, Ucraina.

## Demografie
Componența lingvistică a localității Voron
     Rusă (88,12%)
     Tătară crimeeană (11,39%)
     Alte limbi (0,5%)
Conform recensământului din 2001, majoritatea populației localității Voron era vorbitoare de rusă (88,12%), existând în minoritate și vorbitori de tătară crimeeană (11,39%).